# Livrée de la Thurroye
La Livrée de la Thurroye, ou palais du cardinal de Deaux, est un bâtiment à Villeneuve-lès-Avignon, dans le département du Gard.

## Histoire
Il y a peu de documents sur cette livrée cardinalice. Hervé Aliquot a attribué la construction de la livrée à Bertrand de Deaux, entre 1344 et 1348. La livrée est alors un bâtiment entourant une cour rectangulaire située au centre d'un enclos, aujourd'hui traversé par l'impasse de Thurroye et limité au nord par le rue Chabrel.
La demeure a été occupée par le cardinal Guy de Boulogne dont la présence est attestée entre 1356 et 1373. Il ajoute une grande salle de réception, ou tinel, dite de Turin, contre l'aile sud du bâtiment. Le cardinal Pierre de Thury, ou de Thurroye, est le dernier cardinal qui est cité dans cette livrée en 1410. Entre ces deux cardinaux, on peut supposer que la livrée a été occupée par Robert de Genèse, neveu du cardinal de Bologne et son héritier.
Les documents du XVIe siècle montrent que la livrée s'est divisée en une douzaine de propriétaires d'origines diverses : paysans, artisans, officiers de justice, négociants.
La famille de Roux dont les membres occupent la charge de viguier de Villeneuve, y est propriétaire dès le XVe siècle d'une habitation dans la partie nord, appelée par la suite hôtel de Roux. Ludovici Rufi est mentionné en 1489. En 1535, André Roux et ses frères, reconnaissent tenir deux piliers devant la maison formant un portique tenant lieu, à l'étage, de balcon.
La famille Calvet s'implante à la fin du XVIe siècle dans la partie sud de l'enclos cardinalice. Elle va racheter plusieurs propriétés issues du démembrement de la livrée. Antoine Calvet, jurisconsulte, a acheté en 1657 les ruines d'une partie de la livrée correspondant à l'ancienne salle de Turin. Dans les années 1660, ce même Antoine Calvet confie à l'agence des architectes Royers de la Valfenière la construction de leur hôtel, appelé couramment par erreur Hôtel du Prince de Conti dans le tiers méridional de l'ancien enclos cardinalice.
Pour le reste du bâtiment, les dimensions des différentes pièces d'apparat vont rendre l'entretien de ce bâtiment difficile. L'étanchéité des toitures n'est plus assurée. Certaines parties se transforment en ruines, d'autres se transforment.
Au début du XVIIe siècle, les Pénitents gris ont été installés sommairement dans la partie ouest de l'ancien palais cardinalice par le prieure de la confrérie, Pierre Calvet, qui possédait le bâtiment. La chapelle des Pénitents gris a été construite en 1758 par Jean-Baptiste Franque.
L'hôtel et le sol de l'ancien jardin (hormis quelques constructions s'y trouvant) sont inscrits au titre des monuments historiques depuis le 17 mars 1989.